# Vinnerstads kyrka
Vinnerstads kyrka är en kyrkobyggnad i Vinnerstad i Linköpings stift. Den är församlingskyrka i Motala församling.

## Kyrkobyggnaden
Medeltidskyrkan har en stomme av kalksten och består av ett rektangulärt långhus med ett smalare rakt avslutat kor i öster och ett torn i väster. Vid långhusets södra sida finns ett tillbyggt sidoskepp. Vid korets norra sida finns en vidbyggd sakristia.

### Tillkomst och ombyggnader
Kyrkans äldsta delar härrör från 1100-talets slut. Kyrktornet är nästan lika gammalt som övriga kyrkobyggnaden. Under medeltidens senare del byggdes koret ut åt öster då även sakristia och vapenhus tillkom. Under 1400-talets senare del försågs innertaket med valv och dekorerades med kalkmålningar. 1952 belades långhusets sadeltak och tornhuven med kopparplåt.

## Inventarier
- En dekorerad dopfunt av vätternsandsten är troligen tillverkad runt mitten av 1200-talet. Funten har en sentida tillkommen fot och står vid sidoskeppets östra vägg. En andra dopfunt av röd kalksten är tillverkad 1660 av Johan Andersson Silfverling i Vadstena. Funten är placerad i sakristian.
- Predikstolen är tillverkad 1642 med målning och datering från 1700. En ny predikstol sattes in 1897, men ursprungliga predikstolen sattes tillbaka 1952.
- Altartavlan är målad 1857 av Gustaf Adolf Engman och har motivet "Jesus uppenbarar sig för Petrus".

### Orgel
- 1757 flyttas en orgel hit från Sankt Lars kyrka, Linköping. Den är byggd 1700 av Johan Agerwall, Söderköping och har 6 stämmor. Det köptes för 1590 daler.[1] 1870 såldes den till Folkströms kapell i Hällestads församling.
- 1869 bygger Åkerman & Lund, Stockholm, en orgel med 7 stämmor.
- Nuvarande orgel är byggd 1954 av Mårtenssons orgelfabrik i Lund. Tillhörande orgelfasad är ritad av arkitekt Kurt von Schmalensee i samband med renoveringen 1952. Fasaden är målad i grått med förgyllningar. Orgeln är elektrisk och har två fria kombinationer.

| Huvudverk I    | Svällverk II  | Pedal             | Koppel   |
| Gedackt 8’     | Kvintadena 8' | Gedacktpommer 16’ | I/P      |
| Princial 4’    | Spetsgamba 8' | Borduna 8’        | II/P     |
| Koppelflöjt 4’ | Rörflöjt 4'   | Gemshorn 4'       | II/I     |
| Waldflöjt 2’   | Principal 2'  | Skalmeja 4'       | II 4'/I  |
| Kvinta 1 1⁄3'  | Nachthorn 1'  |                   | I 16'/II |
| Scharf 2 ch    | Cymbel 2 ch   |                   | II 4'/P  |
|                | Regal 8'      |                   |          |
|                | Tremulant     |                   |          |

## Bildgalleri

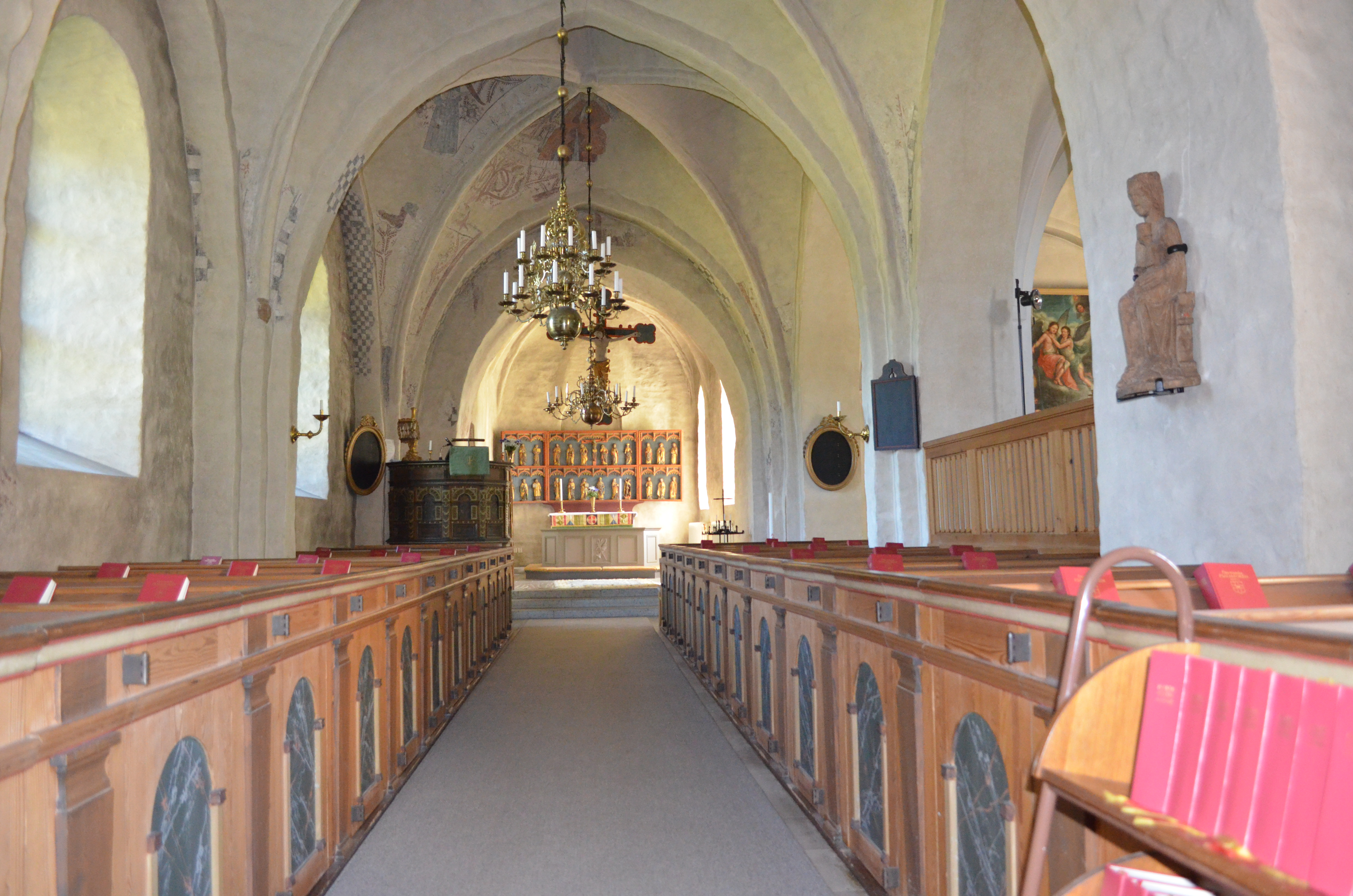
Vinnerstads kyrkas kyrksal
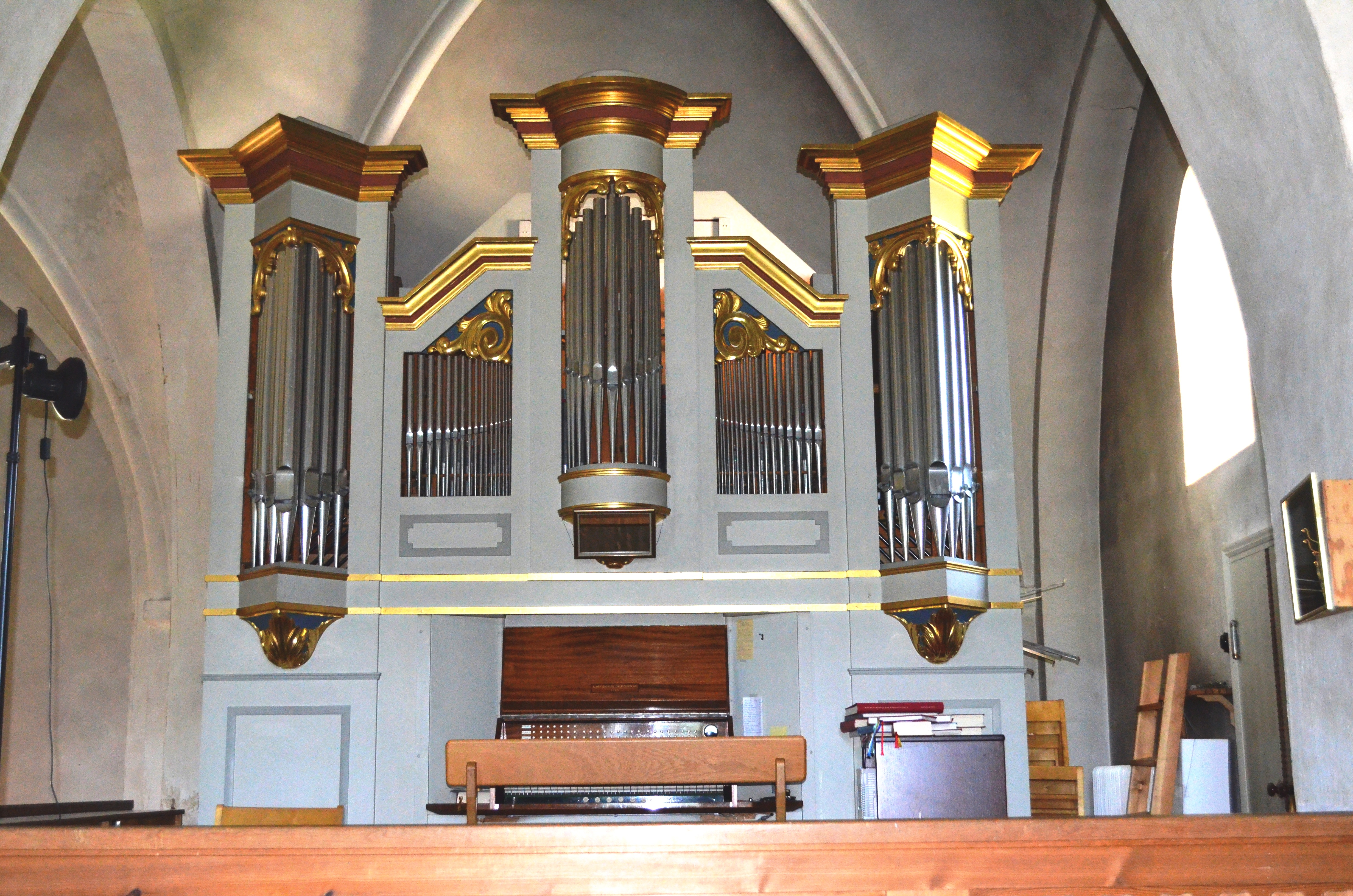
Vinnerstads kyrkas kyrkorgel
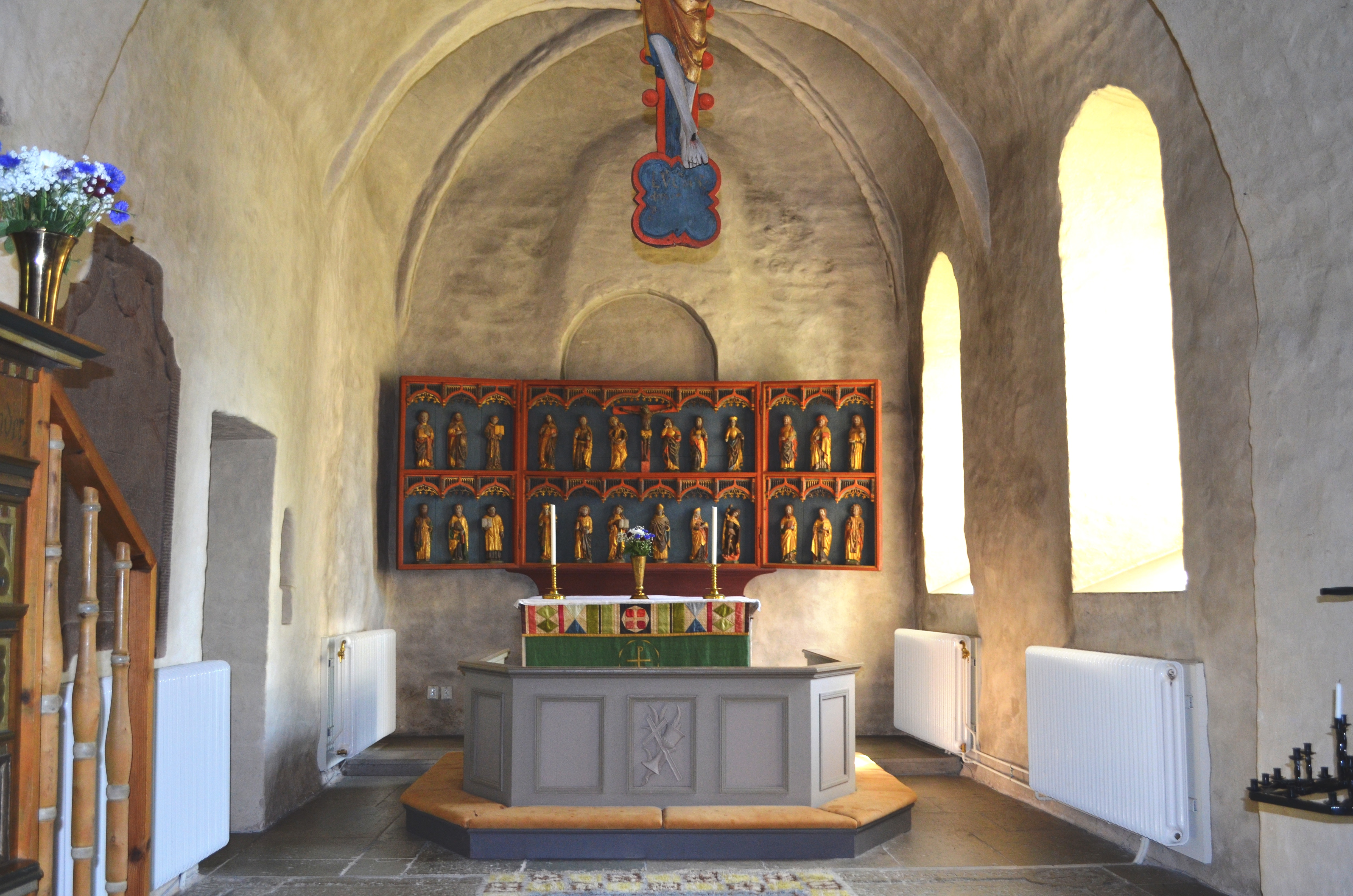
Vinnerstads kyrkas altare
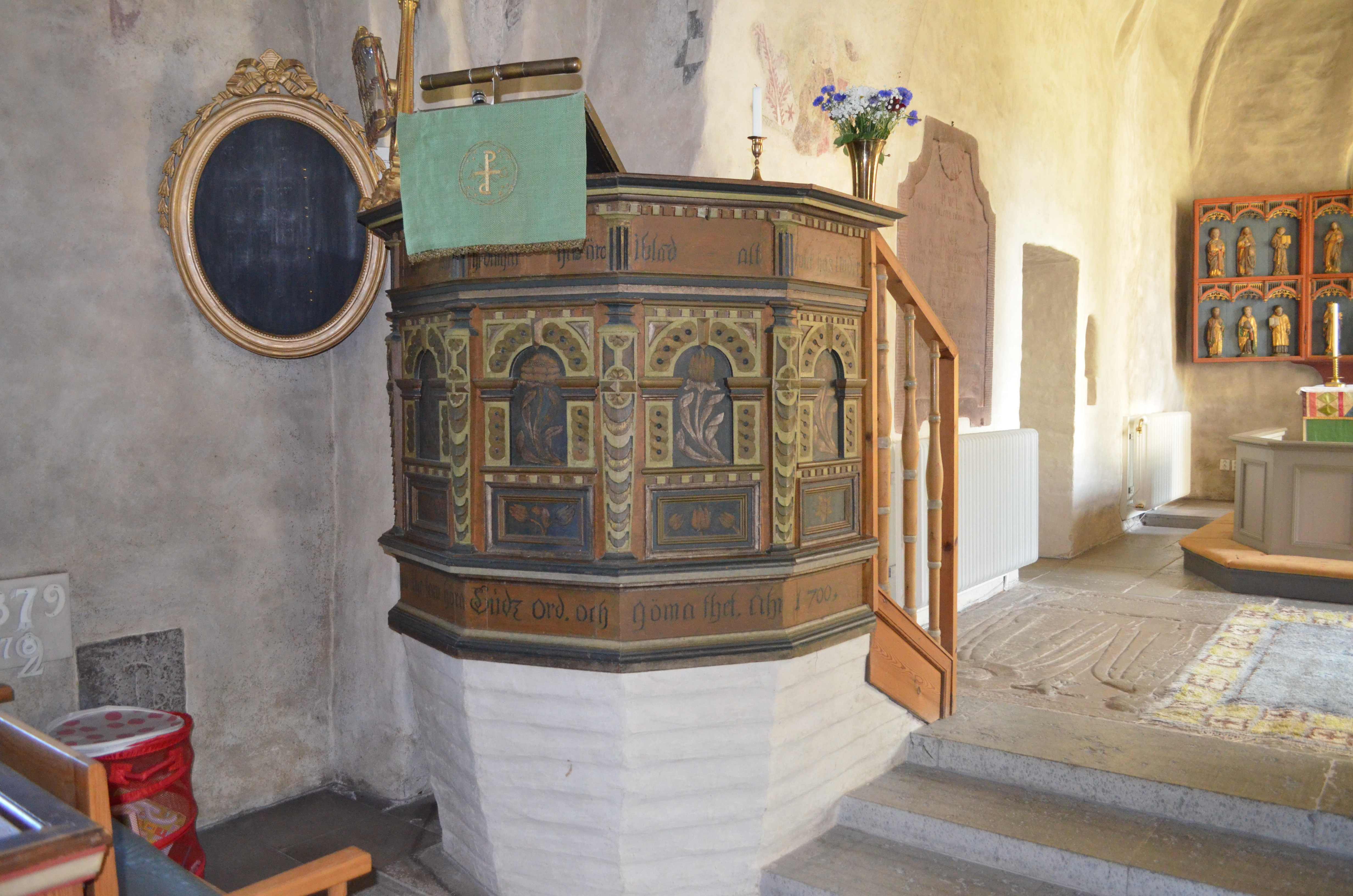
Vinnerstads kyrkas predikstol
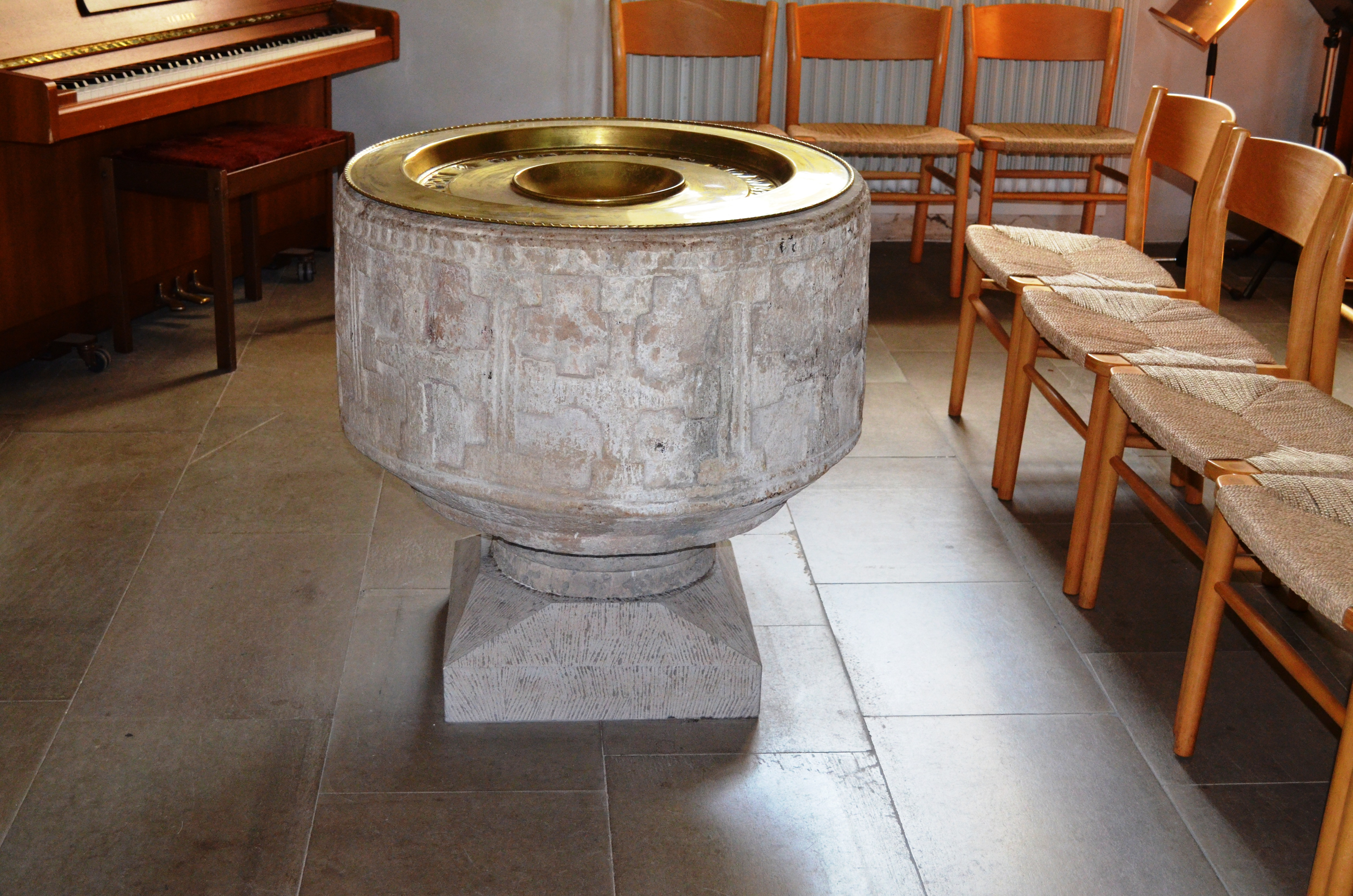
Vinnerstads kyrkas dopfunt
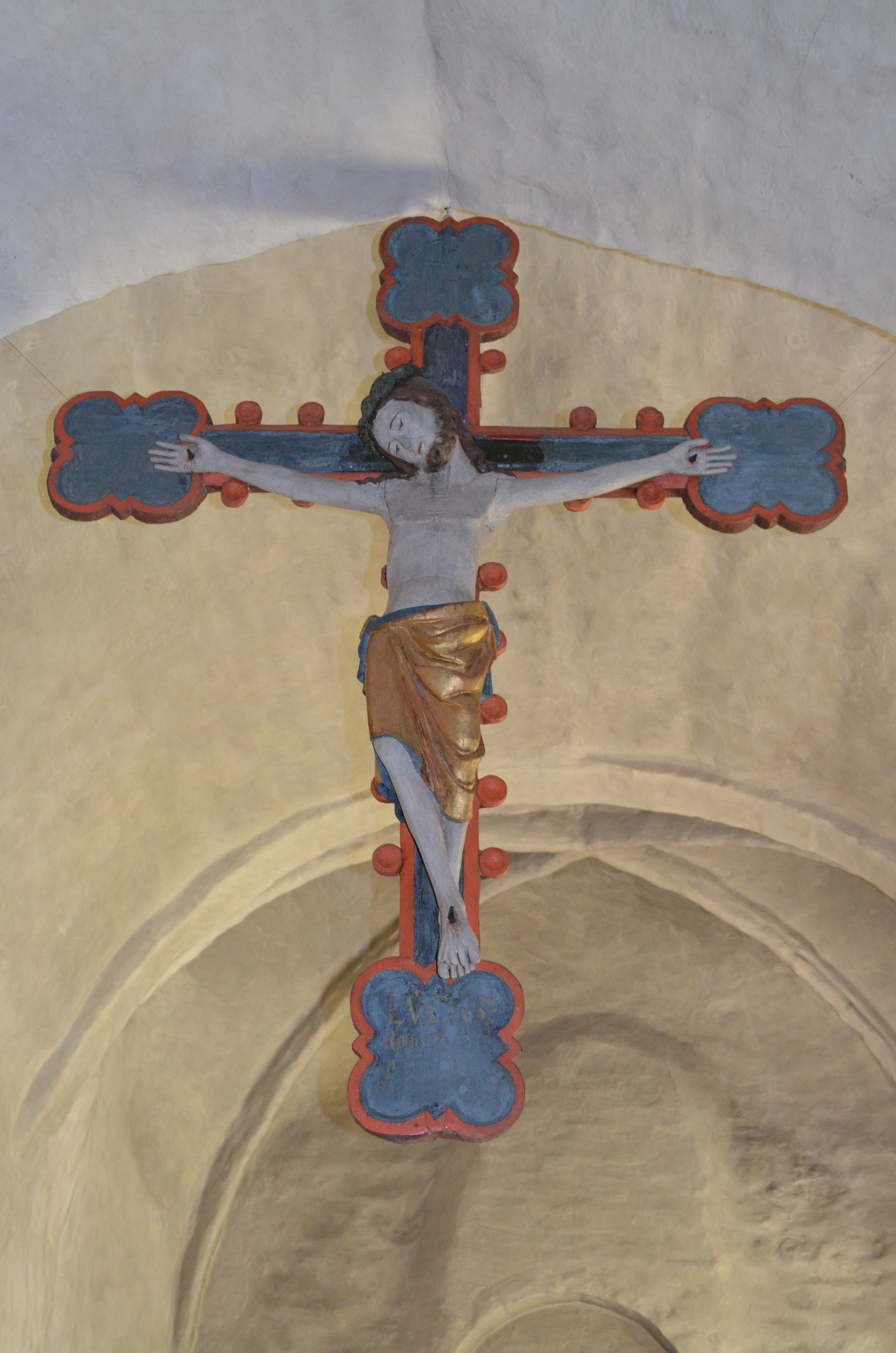
Vinnerstads kyrkas krucifix
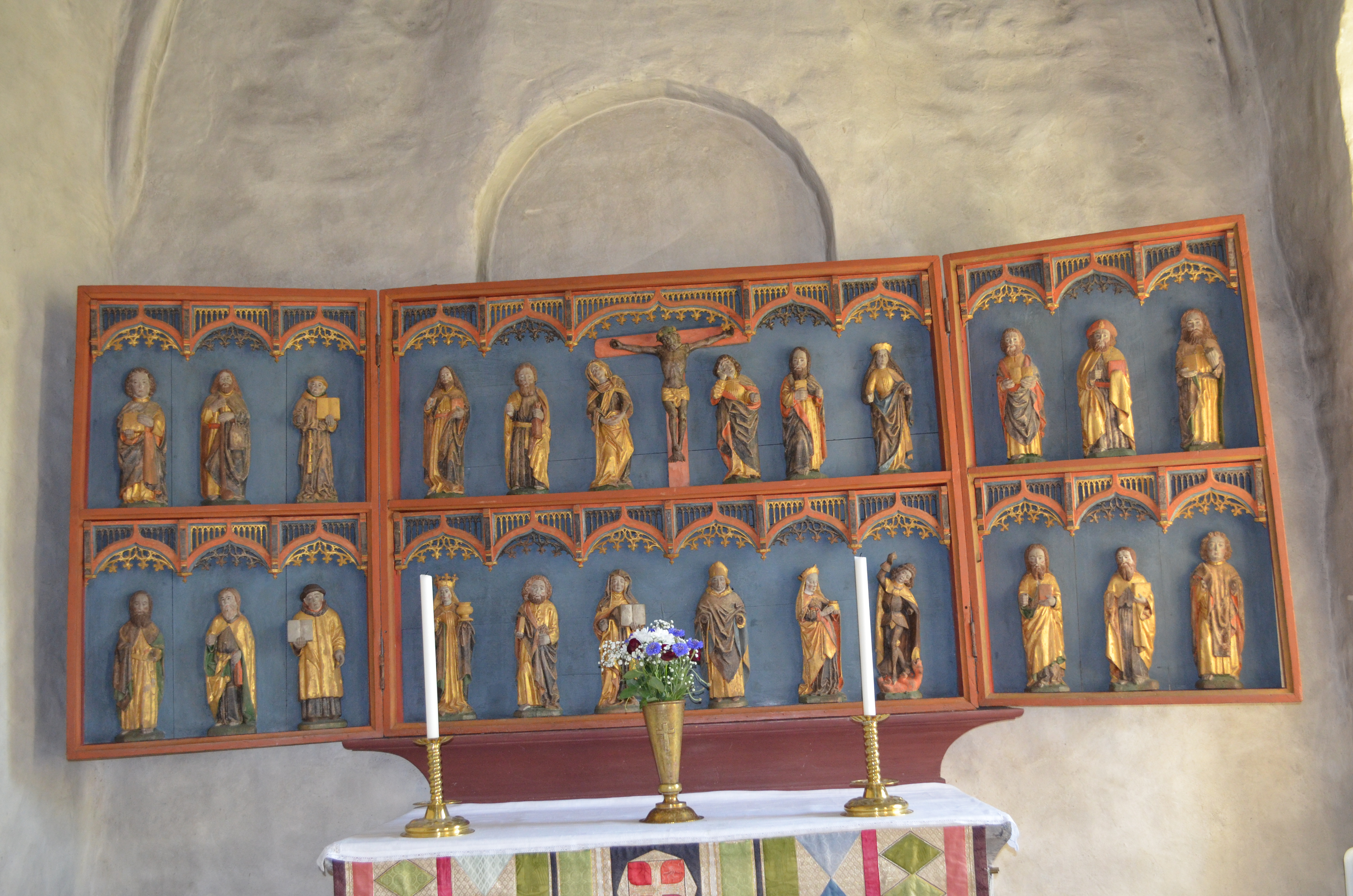
Vinnerstads kyrkas altartavla